# Leitzkau
Leitzkau är en ortsteil i staden Gommern i Landkreis Jerichower Land i förbundslandet Sachsen-Anhalt i Tyskland. Leitzkau var en kommun fram till den 1 januari 2005 när den uppgick i Gommern.